# Зайцев, Николай Александрович (педагог)
Николай Александрович Зайцев (24 марта 1939 год, с. Холмы, Поддорский район, Новгородская область — 16 января 2018 года, Санкт-Петербург) — российский педагог-новатор. Разработчик уникальных методик по обучению чтению, математике, русскому и английскому языкам.

## Биография
Родился 24 марта 1939 года в селе Холмы Поддорского района Новгородской области в семье потомственных сельских учителей.
В 1958 году поступает в педагогический университет имени Герцена на филологический факультет. В 1963 году Николай Зайцев, являясь пятикурсником, едет работать переводчиком и преподавателем русского языка в Индонезию. Там же и была опробована, на иностранных сотрудниках (которые осваивали военную советскую технику и документацию к ней), система обучения чтению русскому языку с использованием кубиков с насёнными на их стороны «складов» и методика подхода к обучению без «парт», у «полки» с кубиками.
Распространение и апробация методик в масштабе СССР началась в 1989 году, когда возникло АО «Мазай» (директор Мартьянов Валентин Михайлович, ведущий специалист Зайцев Николай Александрович).
Были разработаны: грамматика украинского языка, обучение чтению и грамматика белорусского языка, обучение чтению на татарском, армянском и французском языках. Методические Альтернативы Зайцева легли в основу деятельности этой фирмы, а заодно и дали ей название. В 1989 году «Мазай», при поддержке кооператива «Дарина-тур», наладил выпуск «Кубиков Зайцева» (1989). Позже появились: «Стосчёт» (1990), «Русский для всех» (1991), «Пишу красиво» (1991), «Грамматика английского языка» (1991) и «Техника чтения на английском языке» (1991). Увидели свет пособия по обучению чтению на украинском и казахском языках (Украина, Казахстан, 1991). «Мазай» провел маркетинг по всей стране, сумев организовать обучение всех желающих как в родном городе, так и выездные семинары.
Активное сотрудничество с учебными детскими центрами по всей России и за рубежом привело к формированию образовательной «среды» (юридически не связанных, но использующие печатную продукцию компании Н. А. Зайцева), в которой дети, как правило, получали дошкольное обучение по «методикам Н. А. Зайцева», выходя к первому классу средней образовательной школы на уровень знаний третьего и выше классов. Тем самым вызывая «диссонанс» с государственной общеобразовательной системой, за что не раз, методика, была не рекомендована чиновниками от Министерства образования к применению в СОШ и до сих пор на стадии изучения к массовому применению на государственном уровне.
Образованное в 1996 году предприятие Негосударственное образовательное учреждение дополнительного образования (НОУДО) «Методики Н. А. Зайцева», продолжило выпуск методический пособий и расширило ассортимент предлагаемых методик обучения «по-Зайцеву». С 2014 года — «НОУДО», по экономическим причинам, было преобразовано в «ООО».

## Методика Зайцева
Я. С. Турбовской, заведующий лабораторией философии образования Института теории образования и педагогики, доктор педагогических наук, считает Зайцева, несмотря на его нежелание оформлять свои методики как академические труды далее составления учебников, одним из ведущих теоретиков российского образования. Ученый выполнил теоретический анализ методики Зайцева в своей книге
Ясюкова Л. А. поддерживает методику обучения Зайцева и полезность его учебно-методических пособий
Методика Николая Зайцева являлась также предметом анализа Верховного Суда Российской Федерации. По мнению Прокуратуры использование кубиков Зайцева в дошкольных учебных заведениях требует лицензирования такой деятельности и может проводится только профессиональными педагогами после получения такой лицензии. Верховный Суд не согласился с такой позицией, отменил все предыдущие судебные акты и рекомендовал всем нижестоящим судам исходить из того, что образовательная лицензия на применение методики Зайцева не требуется и возможно её применение непрофессиональными преподавателями и организациями.